# Artern/Unstrut
Artern/Unstrut település Németországban, azon belül Türingiában. Lakosainak száma 6551 fő (2023. december 31.). Artern/Unstrut Reinsdorf, Kalbsrieth és Bad Frankenhausen/Kyffhäuser községekkel határos.

## Népesség
A település népességének változása:
| Lakosok száma | 7069 | 6732 | 6344 | 6165 | 5824 | 5707 | 5590 | 5418 | 6597 | 6551 |
|               | 1997 | 2001 | 2004 | 2006 | 2009 | 2012 | 2015 | 2017 | 2020 | 2023 |